# A casa con i tuoi
A casa con i tuoi (titolo originale: Married to the Kellys) è una sitcom statunitense la cui prima (ed unica) stagione risale al 2003 ed è andata in onda negli Stati Uniti sulla rete televisiva ABC e cancellata dallo stesso canale dopo soli 22 episodi dei quali l'ultimo è andato in onda il 23 aprile 2004. I protagonisti della sitcom sono Breckin Meyer e Kiele Sanchez nel ruolo di una coppia, Tom e Susan, che decide di trasferirsi nella casa della numerosa famiglia di lei con tutte le conseguenze del caso.
In Italia la serie è stata trasmessa per la prima volta su Italia 1 dal 5 maggio 2008 tutti i giorni feriali alle 10.30.

## Trama
La sitcom è incentrata su Tom (Breckin Meyer) che vive a New York dove è stato cresciuto come figlio unico. Quando Tom sposa Susan (Kiele Sanchez), una donna cresciuta nel Mid-West in una famiglia numerosa, si trasferiscono in Kansas per stare vicino alla famiglia di lei e Tom dovrà quindi abituarsi alle dinamiche di una grande famiglia numerosa.
Quando Tom sposò Susan, pensò di prendere solo una moglie, non una famiglia nuova di zecca allo stesso tempo. La famiglia è composta da Sandy (Nancy Lenehan), la madre forgia-regole della casa, e Bill (Sam Anderson), il padre, a suo tempo figlio unico e la sola persona con la quale Tom possa davvero relazionarsi. Ci sono anche la competitiva sorella di Susan, Mary (Kelly Rutherfurd) e suo marito Chris (Josh Braaten), che si considerano la figlia ed il consorte preferiti della famiglia e che vedono Tom come una sorta di intruso. Ed infine c'è il fratello di Susan, Lewis (Derek Waters), un ragazzo giovane e timido che ha intrapreso una carriera da collezionista di insetti. Altri membri della famiglia che occasionalmente piombano in casa Kelly sono lo zio Dave (Richard Riehele), il pezzo grosso della famiglia, e Lisa (Tinsley Grimes), la figlia minore che vorrebbe fare un viaggio per l'Europa con lo zaino in spalla e diventare una gallerista.

### Cast
- Breckin Meyer: Tom Wagner
- Kiele Sanchez: Susan Wagner
- Josh Braaten: Chris
- Emily Rutherfurd: Mary
- Derek Waters: Lewis Kelly
- Sam Anderson: Bill Kelly
- Nancy Lenehan: Sandy Kelly
- Richard Riehle: Zio Dave
- Tinsley Grimes: Lisa Kelly

## Episodi
| Stagione       | Episodi | Prima TV originale | Prima TV Italia |
| -------------- | ------- | ------------------ | --------------- |
| Prima stagione | 22      | 2003-2004          | 2008            |

## Curiosità
- La serie è ispirata alla vita reale del creatore Tom Hertz, che si è ispirato alla sua vita ed alla sua famiglia per creare tutti i personaggi.
- Il titolo iniziale della serie era "Back to Kansas", poi diventato un più appropriato "Married to the Kellys".
- Il telefilm è andato in onda sulla ABC insieme alle sit-com George Lopez, Hope & Faith e Una mamma quasi perfetta.